# ギブス (曲)
「ギブス」は、日本のシンガーソングライター・椎名林檎による楽曲。2000年1月26日に東芝EMI（当時）より発売された通算5枚目のシングルの表題曲として発売された。

## 解説

### 概要
「ギブス」は2作目のスタジオ・アルバム『勝訴ストリップ』からの先行シングルの表題曲である。本楽曲は椎名にとっては初のバラードシングルとなり、曲自体はデビュー前の17歳当時の交際相手に宛てて書かれたもので、デビュー当初からコンサートやイベントでは披露されていた。
当初は1999年4月に発売予定だったが、椎名が体調を崩したために発売が延期された。その後、同年10月に発売する予定だったものの、椎名の意図により先に『本能』が発売されることとなった。結局、2000年に入ってから『罪と罰』との同時発売が決定した。オリコンチャートでは初登場3位、初動売り上げは40万枚を突破した。「本能」に次ぐ自身2番目のヒット曲となっている。
シングル『ギブス』と同時発売のシングル『罪と罰』は、ともに収録曲が「タイトルが3文字の表題作」→「カバー曲」→「英語詞の曲」という構成になっている。また『ギブス』に収録されたカバー曲「東京の女」と『罪と罰』に収録されている「君ノ瞳ニ恋シテル」を最後に、シングルにカバー曲が収録されることは無くなった。
アレンジャーの亀田誠治はこの曲を大層気に入っており、自身の葬儀の際はBGMに「ギブス」を使用してくれと語ったことがある。ジャケットとミュージック・ビデオで椎名が着ているピンクのワンピースは、椎名が実際に渋谷109で購入した私服。
初回生産盤は抽選応募券封入。またピクチャーレーベル仕様で輪切りの青林檎が印刷されている。

### 歌詞
「ギブス」の歌詞には3枚目のシングル表題曲「ここでキスして。」に登場したシド&ナンシーに代わってアメリカのバンド「ニルヴァーナ」のボーカル、故カート・コバーンとその妻のコートニー・ラヴの名前が出てくるが、椎名によればニルヴァーナ・ファンだった当時の交際相手の受け売りであり、自身はそれほど影響を受けたわけでもないという。リリースにあたって歌詞を変えることも考えたが、「それはそれでその時の私なんだから」ということでそのままとなった。

### 同時リリースの理由
本来、シングル「罪と罰」とは別々に発売するはずだったが、EMI側の都合により2枚同時発売になったという。椎名自身は同時リリースの理由について、どちらを出すか自分もスタッフも決められなかったからだと語っている。一方、亀田誠治によると、それは彼を含む当時の現場スタッフたちの戦略だったという。ミリオンのシングルを2枚出すよりもちゃんとアルバムを聞いて貰いたいからというのと、当時の浜崎あゆみのようなやり方をしていたら椎名が潰れてしまうのがわかっていたのでそれを避けるためでもあった。また、ちょうど同じレーベル（EMI）に当時人気絶頂の宇多田ヒカルがいてくれたおかげで、アルバム『勝訴ストリップ』の方も売り上げ250万枚に抑えられ、亀田曰く「セルアウトしない勝ち方を示すことが出来ました」とコメントしている。

### ミュージック・ビデオ
「ギブス」と「Σ」にはミュージック・ビデオが作られた。ギブスのミュージック・ビデオには、バンド「天才プレパラート」のメンバーと、キーボーディストの皆川真人が出演している。MV撮影の合間に椎名本人は女の子と遊んでいる。

## 収録曲
1. ギブス
2. 東京の女
ザ・ピーナッツのカバー。タイトルは「とうきょうのひと」と読む。
3. Σ
タイトルは「シグマ」と読む。ミュージック・ビデオも制作されており『性的ヒーリング〜其ノ弐〜』に収録されている。

### トラック・リスト
| 全編曲: 亀田誠治、椎名林檎。 |              |           |           |       |
| #                            | タイトル     | 作詞      | 作曲      | 時間  |
| 1.                           | 「ギブス」   | 椎名林檎  | 椎名林檎  | 5:28  |
| 2.                           | 「東京の女」 | 山上路夫  | 沢田研二  | 2:49  |
| 3.                           | 「Σ」        | 椎名林檎  | 椎名林檎  | 3:14  |
| 合計時間:                    | 合計時間:    | 合計時間: | 合計時間: | 11:32 |

## 演奏
ギブス
唄：椎名林檎
闘病ギター：西川進
闘病ベース：亀田誠治
闘病ピアノ：斎藤有太
闘病ドラムとタンバリン：河村母介
闘病シンセプログラミング：中山信彦、北城浩志
東京の女
都会ギターとヴォーカル：椎名林檎
都会ギター：西川進
都会ドラム：村石雅行
都会オルガン：斎藤有太
Σ
大概ギターとヴォーカル：椎名林檎
大概ギター：田渕ひさ子
大概ベース：亀田誠治
大概ドラム：村石雅行
大概シンセプログラミング：中山信彦
大概ターンテーブル：山本ムーグ

## カバー
2002年にTBS系列で放送した特別番組「クリスマスの約束」で、メイン・パーソナリティーであるシンガーソングライターの小田和正によってカバーされ放送された（ただし1番のみ）。
- マリエ・ディグビー - アルバム『Second Home』（2009年）収録
- JUJU - アルバム『Request』（2010年）収録
- Ms.OOJA - シングル『ギブス/見上げてごらん夜の星を』（2012年）、アルバム『WOMAN -Love Song Covers-』（2012年）収録
- BLUE ENCOUNT - シングル『バッドパラドックス』（2019年）収録[4]
- 森内寛樹 - カバーアルバム『Sing;est』に収録。
- MIO - カバーアルバム 『MEMORIES』（2020）に収録。